# Лазар Возаревић
Лазар Возаревић (Сремска Митровица, 15. јул 1925 — Београд, 29. март 1968) био је српски сликар и ликовни педагог. На ликовну сцену Србије ступио 1951. године на заједничкој изложби „Једанаесторице“ радовима који су настали под утицајем Сезановог реализма и Пикасове плаве фазе. Поред уљаног сликарства бавио се мозаиком и илустрацијама. После његове смрти у родној Сремској Митровици основана је Галерија „Лазар Возаревић“ у којој је изложен највећи број ликовних дела.

## Биографија
Лазар Возаревић је рођен 15. јула 1925. године у Сремској Митровици. Школу за примењене уметности у Београду уписао је 1941. године, а 1943. године Академију за ликовне уметности, коју је завршио 1948. године у класи професора Мила Милуновића. Био је члан Једанаесторице и Децембарске групе.
Доцент на Академији за ликовне уметности у Београду постао је 1960. године. У току свога рада прошао је кроз фазе кубизма, енформела и постенформела.
Своје сликарско умеће Возаревић је усавршавао током дужих и краћих боравака у Паризу (1951—1952,
1954—1956, 1958 i 1962).
Поред сликарства, бавио се илустрацијом књига, сценографијом и мозаиком (хотел Метропол у Београду (1956/57), Војнотехнички институт у Београду (1958) и Дом омладине у Београду (1964)).
Умро је 29. марта 1968. године у Београду, од тровања крви изазваног испарењима хемијских средстава помоћу којих је желео да на својим сликама дочара Византију ”...или уз помоћ ових средстава открије материју из времена божанске креативности”.
Сахрањен је у Алеји заслужних грађана на Новом гробљу.

## Ликовно стваралаштво
У тражењу сопственог стваралачког идентитета, у младалачкој фази, Лазару Возаревићу узор су били Сезан и Пикасо, што је он јасно исказао излажући први пу своја дела 1951. године. Одређеност својих уметничких циљева Возаревић је јасно изразио на својој првој самосталној изложби (55 слика у Галерији УЛУС, 1952), за коју је у предговору свог каталога написао:
| „ | Данас се уметност све више приближава једној великој истини - истини науке, изражава се средствима ликовне уметности а као наука решава...и онај сложени однос подсвесног и свесног. Многи хвале наше фреске, а у исто време придржавају се ригорозно конзервативног сликарског израза не схватајући да је блискост савременог сликарства и фресака баш у језику. | ” |

Као што је критика била сложна да је његова прва самостална изложба, после Лубардине изложбе била ”најрадикалнији покушај у тражењу свог израза и самосвојности мимо признатих и прихваћених токова”, тако је и Возаревићев кубистички период био изложен бројним тврдњама да је то само опонашање Пикаса.
Сликање изван форме Возаревић је први пут приказао 1961. на Првом тријеналу ликовне уметности - у фази увођења фигуре у слику, сједињавањем форме и његове материје., са циљем да дође до праматерије од које је настала форма. Тако је Возаревић у фази енформела имао циљ ”да затекне Бога у фази креативне неодлучности пред материјом”.
Иако енформелистички поступак, искључује појам лепоте, јер лепота не егзистира без форме, Лазареви енформели су пуни емоције. Тајна те Возаревићеве различитости, у односу на западњачке енформелисте, је у томе ”што је он у вези са византијским наслеђем, са иконописањем обоженим додиром Творца...”
Возаревић је у једном периоду стваралаштва припадао „Децембарској групи”, која је своја уметничка схватања заснивали на идеји „искуства прошлости” по којој су они у наслеђу српског средњовековног сликарства проналазили проблемске континуитете у тада савременим сликарским језицима.
Током 1963. године Лазар је у своје византијско-златне подлоге и мркоцрвене просјаје увео металне полулопте разних пречника у геометријској представи. Ове пулије, како је сликар називао тапетарске закивке разних величина, које је забадао у слику. Он је рашчлањивао линију у тачке, закивака, објашњавајући то на овај начин:
| „ | Рашчлањена (мислећи на линију), она даје тачку. Помоћу те тачке до које сам дошао надокнађујем и добијам линију. Ја у енформел уносим тачку која има пластичан израз, дакле форму. | ” |

Дела му се налазе у Галерији „Лазар Возаревић“, Сремска Митровица, Музеју савремене уметности у Београду, Музеју града Београда, Уметничкој галерији на Цетињу, Умјетничкој галерији у Сарајеву, Галерији Матице српске у Новом Саду, Галерији поклон-збирке Рајка Мамузића у Новом Саду као и у значајним збиркама у иностранству: David Rockfeller и Paul Flockerman (САД), Guido Tervizan (Италија), Pinakoteka (у Барију, Италија), Vila Lobos (Бразил), и Philipe Baudet (Француска).
Његова слика Круг била је део колекције Давида Рокфелера и њена продаја досегла је рекордну цену за сликаре са простора бивше Југославије активног након Другог светског рата.
Његове слике су биле мета фалсификатора.

## Награде
- 1959. октобарска награда града Београда
- 1961. Награда за сликарство на Првом Тријеналу ликовних уметности, Београд; Откупна награда на конкурсу за декорисање зграде СИВ-а, Београд
- 1976. Прва награда на конкурсу за Омладински спомен-дом, Београд

## Самосталне изложбе
- 1952. Београд, Галерија УЛУС
- 1953. Париз, Галерија Saint-Placide
- 1954. Београд, Клуб књижевника
- 1955. Нови Сад, Галерија Матице српске; Загреб, Салон ЛИКУМ; Београд, Галерија УЛУС
- 1956. Париз, Галерија Rive Gauche
- 1957. Београд, Галерија Графички колектив
- 1958. Сарајево, Л. Возаревић, С. Богојевић, А. Луковић
- 1959. Београд, Уметнички павиљон Цвијета Зузорић
- 1960. Њујорк, Picasso Club
- 1961. Сремска Митровица, Галерија Срема
- 1963. Венеција, Галерија Il Traghetto
- 1964. Београд, Салон Модерне галерије
- 1965. Бари, Галерија La Panchetta
- 1966. Рим, Галерија Scipione
- 1968. Рим, Галерија Il Cerchio; Брисел, Palais des Beaux-Arts
- 1969/70. Београд, Музеј савремене уметности
- 1970. Загреб, Галерија Форум; Приштина, Покрајински културни центар
- 1983. Нови Сад, Галерија ликовне уметности Поклон збирка Рајка Мамузића
- 1989. Сремска Митровица, Галерија Лазар Возаревић; Београд, Галерија УЛУС
- 2003. Нови Сад, Галерија ликовне уметности Поклон збирка Рајка Мамузића
- 2012. Београд, Галерија РТС-а
- 2014. Ниш, Галерија СЛУ Ниш, Галерија „Србија“, „Лазар Возаревић (1925—1968)“, збирка слика из фонда Галерије „Лазар Возаревић“ из Сремске Митровице

## Колективне изложбе
Лазар Возаревић је излагао и на бројним колективним изложбама српске и југословенске уметности у земљи и иностранству:
- Заједничка изложба „Једанаесторице“ (1951)
- Октобарски салон
- Југословенско тријенале
- Прво бијенале младих у Паризу (1959)
- Шеста међународна изложба у Токију (1961)
- Четврто медитеранско бијенале у Александрији (1961/62)
- Девети бијенале у Сао Паолу (1967)
- Изложбе српских и југословенских уметника у Прагу, Риму, Паризу Лондону, Стокхолму, Монтевидеу, Њу Делхију итд.
- Ријечки салон